# Trinitárius-templom (Pozsony)
A Trinitárius-templom vagy Mathai Szent János és Valois Félix-templom (szlovákul Katedrála svätých Jána z Mathy a Felixa z Valois) (vagy helytelenül Szentháromság-templom) a Szentháromság plébánia barokk temploma Pozsony-Óvárosban a Vármegyeház téren (Župné námestie).

## Története
A templomot 1717 és 1725 között építették barokk stílusban, az egykori Mihály arkangyal-templom helyén a bécsi Szent Péter-templom mintájára. A templomot a trinitárius rend építette. A templom a rend egyik alapítójának, Mathai Szent Jánosnak van szentelve. A templomot Franz Jangl és Johann Lukas von Hildebrandt tervezte. Az épület ovális alaprajú, hosszan elnyúló tengellyel és konkáv homlokzattal. Ezen szerkezet értelmében a dinamikus barokk egyik épülete.
Az ovális hajó kupolában végződik, melyet Antonio Galli Bibiena 1736–1740 között készített freskói díszítenek. A Bussi által készített hatalmas oltáron Mathai Szent János és Valois Szent Félix alakjait ábrázoló kép látható. Az oltárkép azt a jelenetet mutatja, amikor a két szent kiszabadítja a foglyokat a törököktől. A kép a sziléziai Franz Xaver Palko alkotása és valamikor 1745 után készülhetett. Az oltár két oldalán Szent Ágnes és Szent Katalin szobra látható, ezek vélhetően Johann Baptista Straub alkotásai. A templom oldalsó baldachinos oltára Szűz Máriának lett szentelve és 1736-ban készítette a Zichy család. Az oltár közepén a regensburgi Madonna másolata látható. Az oltárt angyalszobrok díszítik, melyek a baldachint tartják.
A Szentháromság plébániához tartozik a Kapucinus-templom és a Szent Cirill és Metód-templom. A Szent Cirill és Metód-templomot jelenleg a redemptoristák kezelik. 2003-ban a templom a Katonai ordinariátus székesegyháza lett.

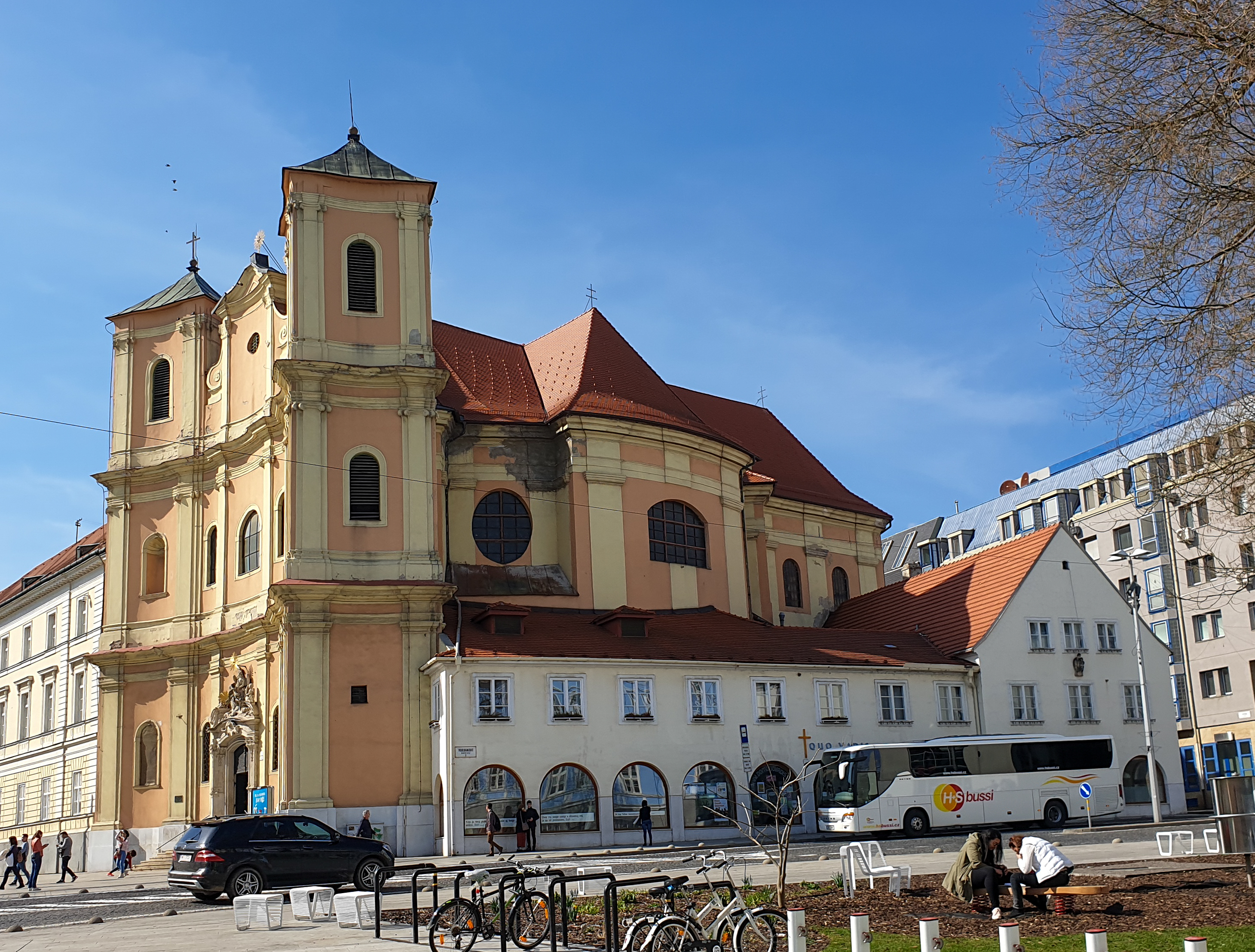
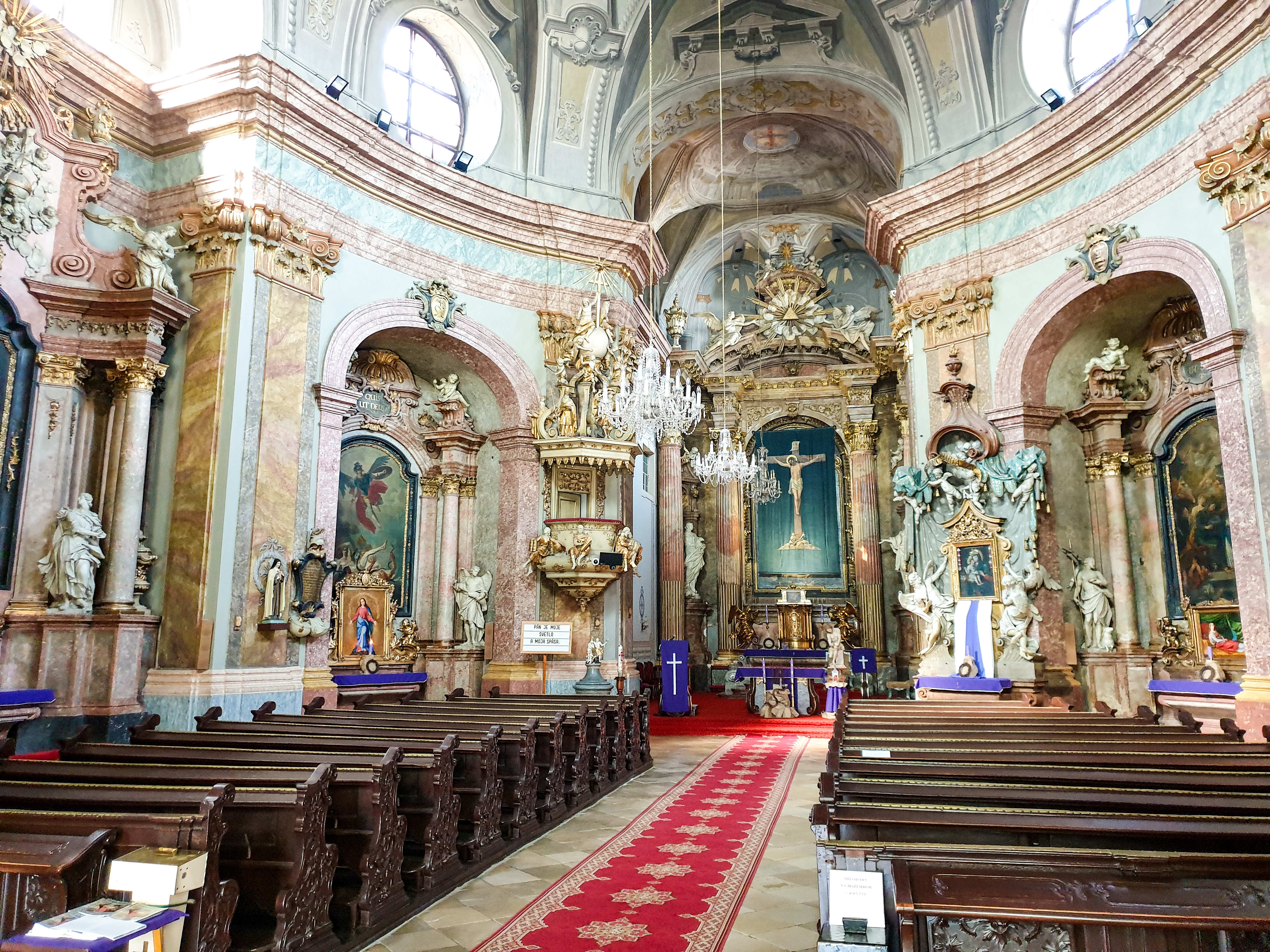
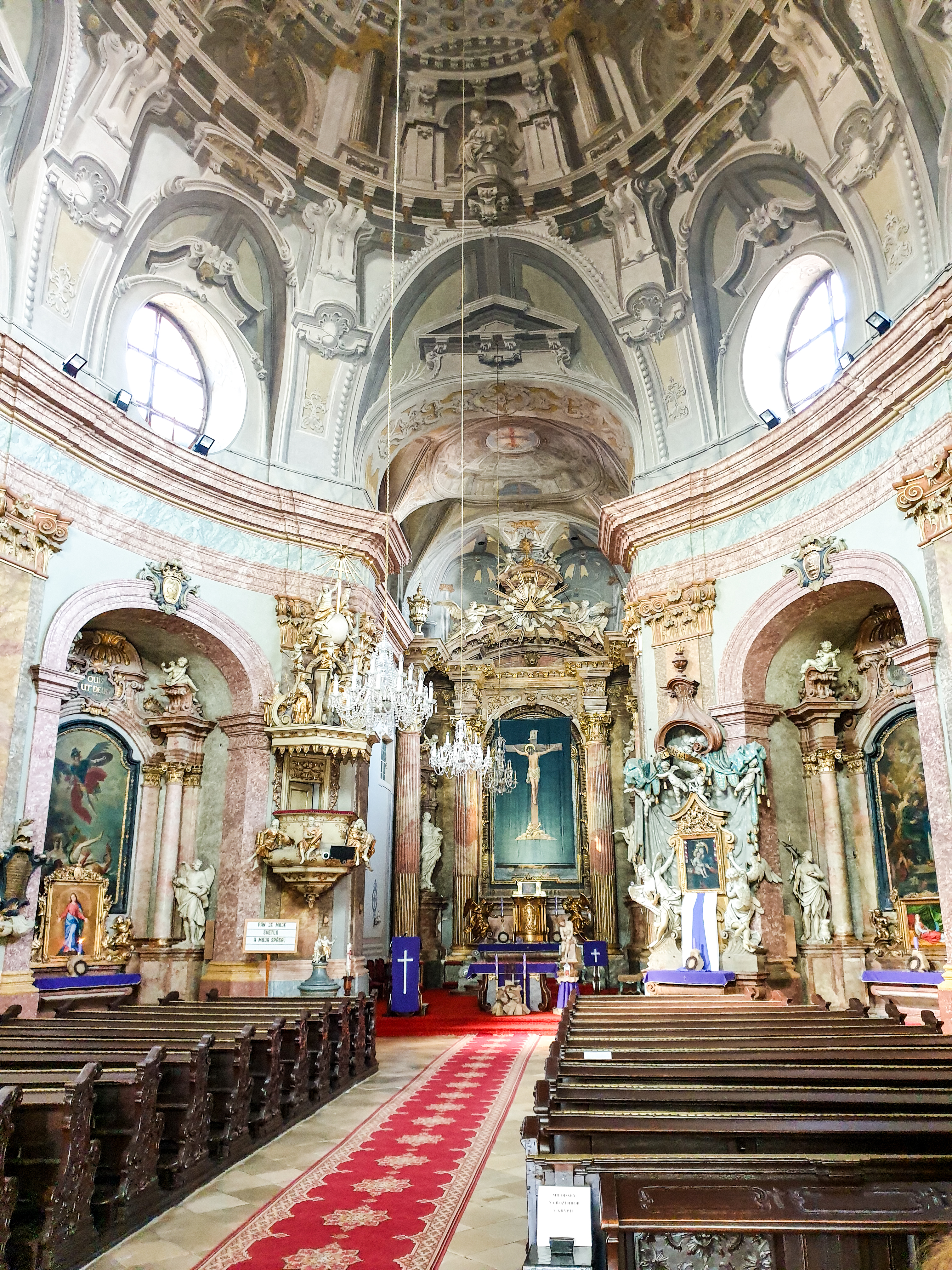

## Kapcsolódó cikk
- Látszatarchitektúra